# Riama simotera
Espèce
Synonymes
- Emphrassotis simoterus O'Shaughnessy, 1879
- Riama simoterus (O'Shaughnessy, 1879)

Riama simotera est une espèce de sauriens de la famille des Gymnophthalmidae.

## Répartition
Cette espèce se rencontre entre 2 000 et 3 300 m d'altitude en Colombie dans le département de Nariño et en Équateur.

## Publication originale
- O'Shaughnessy, 1879 : Description of new species of lizards in the collection of the British Museum. Annals and magazine of natural history, sér. 5, vol. 4, p. 295-303 (texte intégral).